# Carisbrook
Pour les articles homonymes, voir Carisbrook (Australie).
Carisbrook est un ancien stade de la ville de Dunedin en Nouvelle-Zélande, stade consacré essentiellement au rugby mais aussi utilisé pour d'autres compétitions (cricket, football et motocross). Carisbrook a également accueilli un concert de Joe Cocker et des concerts d'avant-match dans les années 1990. 
Il est situé à deux miles au sud-ouest du centre-ville de Dunedin, dans la banlieue, à Caversham. 
Construit dans les années 1870, il a d'abord connu une rencontre internationale de cricket en 1883, quand Otago a accueilli une équipe de Tasmanie. Depuis 1908, il accueille des matchs internationaux de rugby à XV et des rencontres internationales de cricket depuis 1955. 
Le 17 juin 1922, l'équipe de Nouvelle-Zélande de football dispute face à l’Australie sa première rencontre internationale. Lors de ce match, disputé sous la pluie devant 10 000 spectateurs, les Néo-Zélandais l'emportent sur le score de trois buts à un.
Il est utilisé principalement par l'équipe de rugby à XV d'Otago qui joue dans le championnat NPC et par les Highlanders qui disputent le Super 14. 
Il est également régulièrement utilisé par l'équipe de Nouvelle-Zélande. Celle-ci y dispute 38 test matchs, depuis une victoire 32 à 5 face aux Lions le 6 juin 1908 devant 23 000 spectateurs jusqu'au 22 juillet 2011 face aux Fidji, victoire 60 à 14. La rencontre face aux Gallois du 19 juin 2010, ponctuée d'une victoire 42 à 9, devait initialement être la dernière disputée par les All Blacks. L'organisation du match contre les Fidji du 22 juillet 2011 est décidée en mai 2011 en faveur des victimes du séisme de 2011 en Nouvelle-Zélande.
Les All Blacks subissent cinq défaites dans ce stade, la première, 6 à 3, face aux Lions lors de la tournée de 1930, puis 9 à 3 face à ce même adversaire lors de la tournée de 1971, 23 à 15 en août 2001 face à l'Australie, avant deux défaites consécutives, 30 à 28 face aux Springboks en 2008, première défaite en huit confrontations dans ce stade, et 27 à 22 face aux Français, le 13 juin 2009. les All Blacks jouent d'autres rencontres qui n'ont pas le statut de test-match, en 1923 et 1928 face à la Nouvelle-Galles du Sud, lors d'une défaite face aux All Blacks juniors en 1973, et sous le nom New Zealand XV, face à l'Argentine en 1979.
Trois autres matchs ont lieu dans ce stade. Ils se déroulent dans le cadre de la Coupe du monde de rugby à XV 1987 et opposent l'Irlande au Canada, victoire 46 à 19 des Irlandais, l'Italie aux Fidji, victoire 18 à 15 des Italiens et l'Écosse à la Roumanie, victoire 55 à 28 des Écossais.
En 2011, Carisbrook est fermé et remplacé par le Forsyth Barr Stadium.

## Évènements
- Coupe du monde de rugby à XV 1987
- Coupe du monde de cricket de 1992